# Claudio Abbado
Claudio Abbado (Milán, 26 de junio de 1933-Bolonia, 20 de enero de 2014) fue un director de orquesta italiano. Junto a Riccardo Muti está considerado uno de los sucesores de la tradición italiana encarnada por Arturo Toscanini y Victor de Sabata.

## Biografía

### Juventud y años cincuenta
Claudio Abbado nació en Milán en 1933 en una familia con ricos estímulos culturales: su padre, Michelangelo Abbado, era profesor de violín en el prestigioso Conservatorio «Giuseppe Verdi» de Milán y luego Director Adjunto del mismo; su madre, María Carmela Savagnone era pianista y escritora para los niños, su hermano mayor, Marcello Abbado, fue pianista y más tarde compositor y director de orquesta del mismo Conservatorio de Milán. También tiene otros dos hermanos: Luciana Abbado Pestalozza, fundadora del Milan Music Festival, y Gabriele Abbado, arquitecto.
Claudio Abbado, el renombrado director de orquesta italiano, tuvo un inicio notable en su carrera musical. Nacido el 26 de junio de 1933 en Milán, Italia, Abbado provenía de una familia de músicos. Comenzó a estudiar piano a una edad temprana y más tarde se interesó en la dirección de orquesta mientras estudiaba en el Conservatorio Giuseppe Verdi en Milán.
Su primera gran oportunidad llegó en 1958 cuando ganó el prestigioso Concurso Internacional de Dirección Dimitri Mitropoulos en Nueva York. Este logro le brindó exposición internacional y le permitió comenzar a dirigir importantes orquestas en Europa y América del Norte.
En 1963, Abbado fue invitado a dirigir en el Festival de Salzburgo, lo que marcó el inicio de una larga y exitosa asociación con este evento musical de renombre mundial. A partir de entonces, su carrera despegó y se convirtió en uno de los directores de orquesta más solicitados y respetados del mundo.
Abbado fue conocido por su enfoque meticuloso y su compromiso con la interpretación fiel de la música. Dirigió muchas de las principales orquestas del mundo, incluidas la Filarmónica de Berlín, la Orquesta Filarmónica de Viena y la Orquesta Sinfónica de Londres, entre otras.
Su legado incluye numerosas grabaciones aclamadas y colaboraciones con algunos de los músicos más destacados de su tiempo. Abbado fue un defensor apasionado de la música contemporánea y también fue reconocido por su trabajo en la ópera, dirigiendo producciones en algunos de los teatros de ópera más importantes del mundo.
A lo largo de su carrera, Abbado recibió numerosos premios y honores, incluido el prestigioso Premio Ernst von Siemens en 1989 por su contribución a la música. Su legado perdura no solo a través de sus grabaciones y actuaciones, sino también a través de la influencia que tuvo en generaciones posteriores de directores de orquesta y músicos. Abbado falleció el 20 de enero de 2014, dejando un vacío significativo en el mundo de la música clásica.
Hasta 1955, completó sus estudios en el conservatorio de Milán, donde se especializó en composición, piano y dirección de orquesta. Después de la graduación, perfeccionó con Friedrich Gulda para el piano y Antonino Votto para la dirección de orquesta. Más tarde, se mudó a Viena, después de haber ganado una beca de dos años para las prestigiosas clases magistrales de dirección orquestal de Hans Swarowsky.
En este mismo período puede ser admitido en el coro de la Gesellschaft der Musikfreunde con el fin de asistir a los conciertos de los más grandes directores de orquesta del mundo, entre ellos Bruno Walter, George Szell y Herbert von Karajan. Al mismo tiempo que participa en los cursos de la Academia Chigiana en Siena, impartidos por Alceo Galliera (quien también dirigió la Filarmónica de Londres) y Charles Zecchi, de la Orquesta Filarmónica Checa. En 1958 ganó en Tanglewood (EE. UU.) el Concurso de Dirección Orquestal Serguéi Kusevitski de la Boston Symphony Orchestra, que le permite debutar en los Estados Unidos con la Filarmónica de Nueva York.

### 1959-1968. Desde el debut hasta la dirección de La Scala
En 1959 hizo su debut en Trieste como director sinfónico. En 1960 dirigió Maria d'Alessandria de Giorgio Federico Ghedini en el Teatro Verdi de Trieste. El mismo año debutó en La Scala, realizando algunos conciertos en la Piccola Scala y dedicados al tercer centenario del nacimiento de Alessandro Scarlatti. En 1962 dirigió El amor de las tres naranjas en el Teatro Verdi de Trieste.
Para el Teatro La Fenice en 1962 dirige un concierto con Pietro Grossi en el chelo en el patio del Palacio Ducal, un concierto con Alexis Weissenberg en el piano en el Teatro La Fenice, en el mismo año en La Fenice dos conciertos con el pianista Aldo Casati con música de Beethoven, Brahms y Rajmáninov. En 1963 un concierto con Tito Aprea en el piano en el patio del Palacio Ducal y un concierto con Weissenberg con música de Prokófiev. En 1964 con Nikita Magaloff el piano en el patio del Palacio Ducal.
En 1963 ganó el prestigioso Premio Mitropoulos, de la New York Philharmonic (ex aequo con Pedro Calderón y Zdeněk Košler, directores mucho más antiguos y establecidos, en el momento). Su nombre empezó a extenderse incluso fuera de los límites estrechos de los expertos, por lo que pudo ser invitado por Herbert von Karajan para dirigir la Filarmónica de Viena en el Festival de Salzburgo de 1965 en la Sinfonía nº 2 de Gustav Mahler, siendo estos dos eventos los que le dieron el reconocimiento mundial y lo lanzaron a la fama como director orquestal y de ópera. También debuta con la misma actuación en La Scala y con la London Symphony Orchestra.

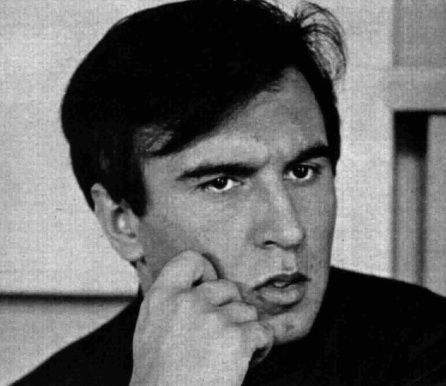
Claudio Abbado en 1965

En 1965 dirigió el estreno en el Teatro della Piccola Scala de Atomtod de Giacomo Manzoni en Milán. En 1966-1967 dirige su primera obra de cartelera: Capuletos y Montescos de Vincenzo Bellini con Renata Scotto y Luciano Pavarotti en 1966, con lo que el trabajo se interpretó la Expo '67 en Montreal en la Salle Wilfrid Pelletier como representante de Italia y en el Festival Internacional de Edimburgo de 1967 con Anna Moffo y Pavarotti; también en 1967 con Margherita Rinaldi y Pavarotti en el elenco dirigió la misma ópera también en el Teatro dell'Opera en Roma. En 1967 la dirigió en el Holland Festival con Margherita Rinaldi, Giacomo Aragall y Pavarotti.
Su carrera rápida le llevó a firmar su primer contrato con el grupo Universal (al que pertenecen las famosas etiquetas Deutsche Grammophon, Decca y Philips clásica). En 1966 dirige en el Teatro alla Scala de Milán la "Aida" de Giuseppe Verdi dirigida por Franco Zeffirelli con Leyla Gencer y Fiorenza Cossotto. en 1967 dirige en el teatro municipal de Florencia el "Requiem" de Verdi con Luciano Pavarotti.
El 7 de diciembre tuvo el honor de dirigir la noche de gala para la apertura de la temporada 1967-1968 de La Scala con Lucia di Lammermoor de Gaetano Donizetti con Renata Scotto. En 1968 dirigió el rodaje en el Teatro alla Scala en Milán de «I Capuleti e i Montecchi» con Scotto y Pavarotti. Hizo su debut en la Royal Opera House de Londres con Don Carlos de Giuseppe Verdi con Gwyneth Jones y Shirley Verrett. Hizo su debut en el Metropolitan Opera House en Nueva York en «Don Carlos». Dirige también en el Teatro alla Scala de Milán «Don Carlos» de Verdi en la noche de apertura de la temporada 1968/1969 con Fiorenza Cossotto, Piero Cappuccilli, Nicolai Ghiaurov. En 1969, con solo 35 años, fue nombrado director musical del Teatro alla Scala, cargo que tuvo hasta 1986, dirigiendo no solo el repertorio operístico italiano tradicional, sino presentando una ópera contemporánea cada año, además de una serie de conciertos dedicados a las obras de Alban Berg y Modest Músorgski.

### 1969-1986. De La Scala de Milán a la Staatsoper de Vienna

#### Trayectoria al frente de La Scala

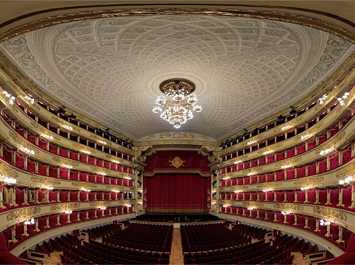
La Scala

En 1968, la elección de un director joven y relativamente poco conocido, como Claudio Abbado, se consideró sorprendente. Especialmente si pensamos en el hecho de que, en los últimos años, el Teatro alla Scala parecía haber perdido consideración internacional y era considerado un teatro turbulento y poco fiable.
El escepticismo y la duda se superaron rápidamente, sobre todo cuando, en 1972, se une a él como superintendente Paolo Grassi, en sustitución de Antonio Ghiringhelli, que había cubierto el cargo desde 1945. Para la carrera de Abbado y la historia del teatro La Scala, es una revolución copernicana: el repertorio se ve muy expandido, incluyendo autores como Alban Berg, Igor Stravinskij, o Arnold Schönberg, anteriormente raramente interpretados. Incluso el teatro es el encargado de estrenos mundiales de obras de autores contemporáneos como, en 1984, Samstag aus Licht de Karlheinz Stockhausen (un evento que no ocurría desde 1926, con Turandot de Giacomo Puccini).
Paralelamente a la renovación del repertorio, Abbado impone un enfoque de renovación de la partitura: enfoque filológico, pero no dogmático, la investigación y el uso de partituras originales, el período de estudio se compaña con la búsqueda de una musicalidad espontánea pero no trivial. Esto permite por primera vez escuchar obras maestras conocidas del repertorio tradicional, así como escuchar piezas de autores de los que solo se conoce parte de la producción (como el redescubrimiento del repertorio poco conocido de Gioachino Rossini).
Desde el punto de vista sinfónico, los ciclos completos de las obras de Beethoven y Brahms se combinan con la interpretación de autores en ese momento poco (o incluso nunca) interpretados en Italia, como Mahler o Bruckner. Esta operación "internacionalización" de la cartelera a menudo con los más grandes directores de la escena mundial, como Karl Böhm, Herbert von Karajan, Carlos Kleiber, Leonard Bernstein, Riccardo Muti, Georg Solti; a veces al frente de sus respectivas orquestas, a veces frente de la Orquesta del Teatro de la Scala, destinada a convertirse en orquesta sinfónica de nivel internacional, como de hecho sucedió en 1982 con el establecimiento oficial de la Filarmónica de la Scala.
Paralelamente a la extensión del repertorio y su reinterpretación, es muy importante difundir el repertorio musical que, a partir de 1972, ha llevado a la creación de conciertos para estudiantes y trabajadores. El objetivo de la iniciativa es acercar a las clases sociales menos favorecidas a la música y la vida del teatro, con propuestas y facilidades ad hoc. El proyecto, desarrollado sobre el modelo de iniciativas similares comunes en el norte de Europa, tuvo una duración de varios años y un éxito notable, disfrutando, entre otras cosas, de la contribución de muchos músicos valiosos, como Maurizio Pollini, que ofrecen su apoyo incondicional.

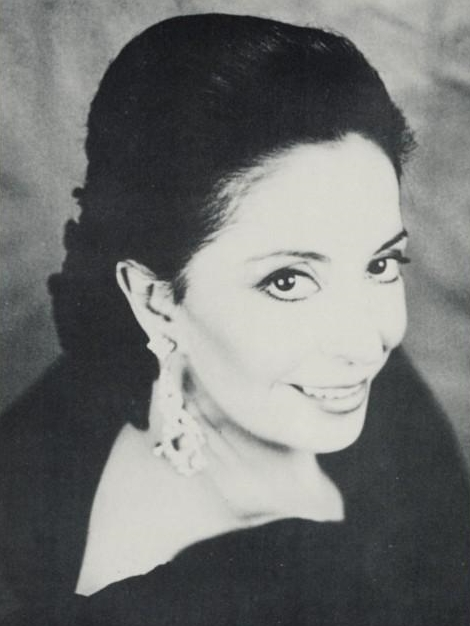
Teresa Berganza

Por supuesto, la decisión de incluir en la programación de ópera obras contemporáneas poco populares y musicalmente a años luz de distancia del repertorio tradicional obligó a los suscriptores a un esfuerzo de adaptación considerable. De la misma manera, la iniciativa de los Conciertos para estudiantes y trabajadores, propuesta a un precio extremadamente antieconómico, fue acusada de populismo. Pero más generalmente, a la larga, el proyecto de transformar el Teatro La Scala de un lugar dedicado a la música a un lugar dedicado a la cultura en general, en competencia, con otras instituciones milanesas, era insostenible. Por otro lado, la enorme popularidad de Abbado en su ciudad natal, así como la reintegración del teatro en los grandes circuitos del mundo de la música clásica, así como el apoyo de los gobiernos municipales (presidido por primera vez por Aldo Aniasi, y a continuación, por Carlo Tognoni) permitió a la pareja Abbado-Grassi operar, al menos en los primeros años, con libertad excepcional.

#### Principales eventos del periodo 1969-1986
1969: Oedipus rex de Stravinski se escenifica con Marilyn Horne y Lucia di Lammermoor, ambas dirigidas por Giorgio De Lullo con Piero Cappuccilli. Dirige la primera actuación de "Suite of Bedroom for Intolerance 1960" de Luigi Nono en el King's Theatre de Edimburgo. Hay un ciclo completo de las sinfonías de Gustav Mahler (en el momento autor muy poco frecuentado en las salas de conciertos italianas) en diciembre El barbero de Sevilla de Rossini con Luigi Alva y Teresa Berganza, que se mostrará en el año 1972 en el Festival de Salzburgo para el aniversario de Rossini.
1970: año de Beethoven, reanudó Don Carlos con Nicolai Ghiaurov, Plácido Domingo, Shirley Verrett y Piero Cappuccilli Scala, en septiembre inicia la colaboración de la Orquesta Sinfónica de Londres, con la que hará que la mayoría de las grabaciones en los próximos 15 años. En el mismo año, se convirtió en el director invitado de la Boston Symphony Orchestra.
1971: fue nombrado director principal de la Wiener Philharmoniker. En marzo el Wozzeck de Alban Berg, trabajo inusual para la tradicional Scala, pero el maestro lo repite varias veces a través de los años. En Florencia, en el Maggio Musicale y en Edimburgo, la Cenicienta de Rossini en septiembre con Teresa Berganza, Luigi Alva y Renato Capecchi. De gran valor artístico, la puesta en escena de Simon Boccanegra de Giuseppe Verdi, después de su debut en Múnich, también abre la temporada 71 -72 de La Scala, dirigida por Giorgio Strehler y protagonizada por Mirella Freni, Piero Cappuccilli y Nicolai Ghiaurov.

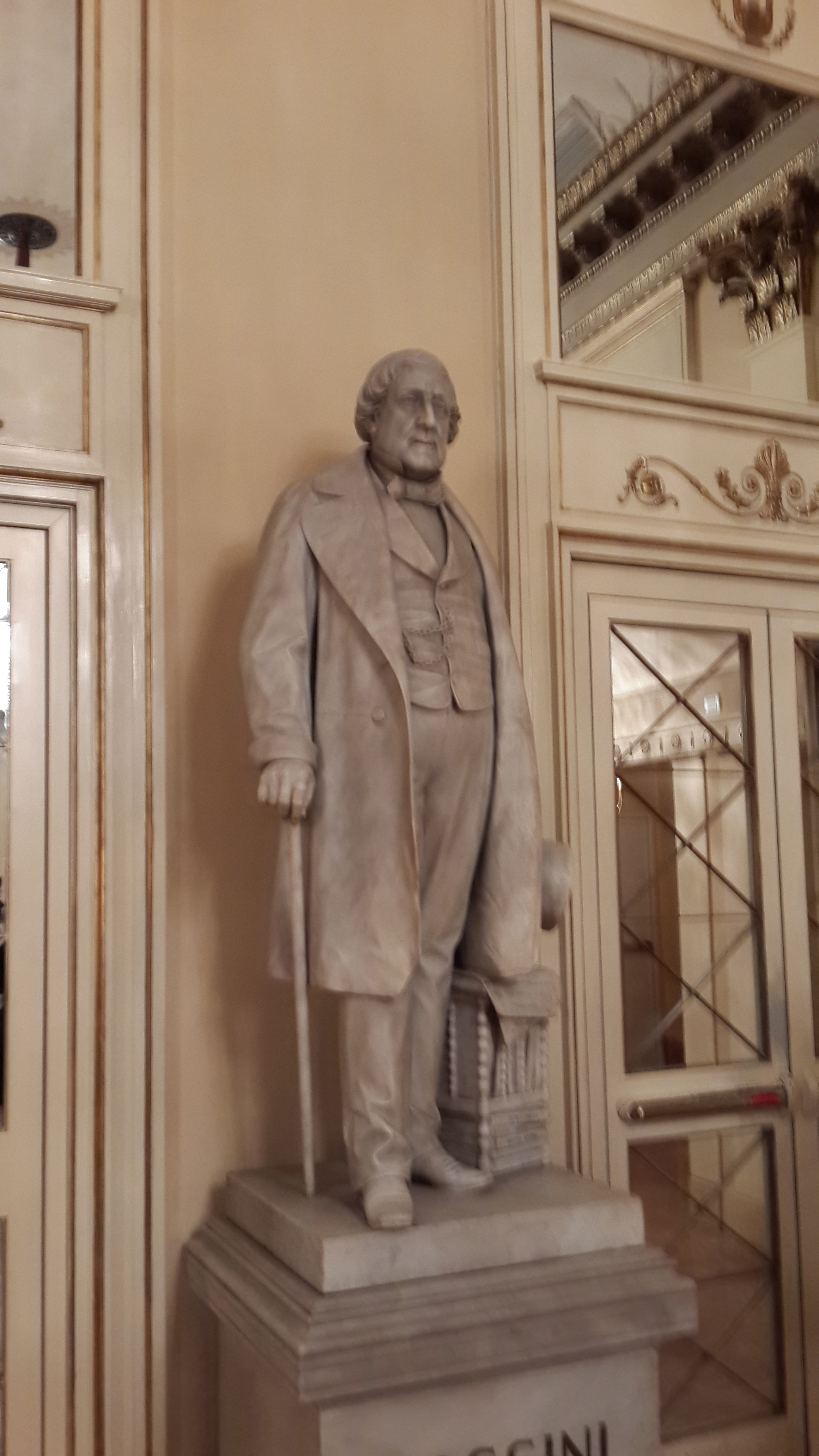
Gioachino Rossini - Teatro alla Scala-Milán

1972: fue elegido primer director invitado de la London Symphony Orchestra. Paolo Grassi es nombrado superintendente del Teatro alla Scala, fundador junto con Giorgio Strehler, del Piccolo Teatro di Milano y una figura carismática de la cultura milanesa. Él dirige el estreno mundial de "Como una ola de Fuerza y Luz" de Luigi Nono con Maurizio Pollini, Aida con Fiorenza Cossotto, Domingo, Ghiaurov, Cappuccilli y después con Jessye Norman. A continuación la primera película de ópera de Jean-Pierre Ponnelle: El Barbero de Sevilla de Gioachino Rossini con Teresa Berganza, Luigi Alva, Hermann Prey, Enzo Dara y Paul Montarsolo.
1973: I Capuleti e i Montecchi para el Teatro La Fenice. En abril, trajo la Cenicienta a La Scala, con Luigi Alva (Ugo Benelli), Capecchi y Lucia Valentini; y también la lleva al Theater an der Wien con Teresa Berganza, Ugo Benelli, Paolo Montarsolo y Enzo Dara / Capecchi. Concluye la trilogía cómica Rossini, inaugurando la temporada de La Scala con L'italiana in Algeri como en actuaciones anteriores, dirigida por Jean-Pierre Ponnelle. El trabajo se presenta en una edición crítica y en el elenco Teresa Berganza (Lucia Valentini Terrani en las réplicas), Ugo Benelli, Paolo Montarsolo y Enzo Dara. Simón Boccanegra con Cappuccilli y Mirella Freni se reanudó en diciembre.
1974: Las bodas de Figaro de Mozart con Hermann Prey, Freni, José van Dam y Berganza. Lleva de gira a Moscú el Simon Boccanegra, Aida, Cenicienta. La apertura de la temporada en La Scala fue encargada a Karl Böhm, que dirige el Fidelio. Para a finales de año se prepara una versión espectacular de El amor de las tres naranjas de Serguéi Prokófiev, con Dara y Alfredo Mariotti, dirigida por Strehler.

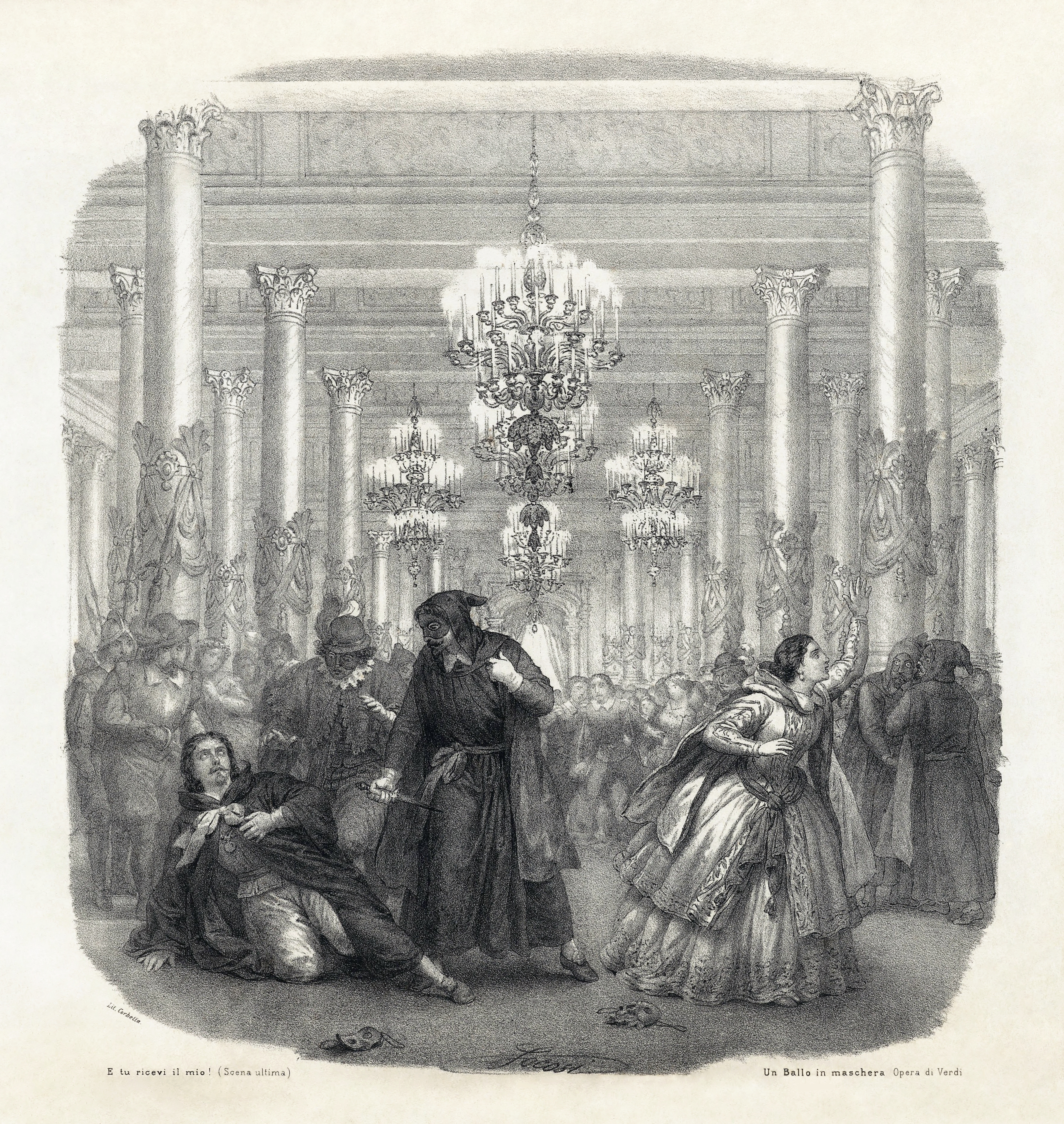
Giuseppe Verdi, Un Ballo in maschera.

1975: dirige en el Covent Garden de Londres Un Ballo in Maschera, dirigida por Schenk con Reri Grist, Plácido Domingo, Piero Cappuccilli y Katia Ricciarelli. Continua el programa de renovación de La Scala, con lo que en abril en el Teatro Lírico de Milán estreno de Al gran sole carico d'amore del amigo Luigi Nono, a continuación, con alivio para los suscriptores, La italiana en Argel con Marilyn Horne / Lucia Valentini Terrani, Luigi Alva (Benelli en las réplicas) y Dara. La temporada 75-76 se abre con el Macbeth de Verdi con la tradicional Verrett, Cappuccilli, Ghiaurov y Mariotti, mientras que en diciembre vuelve la Cenicienta con Alva, Dara y Berganza.
1976: el año comienza con Simon Boccanegra, luego nuevamente la Cenicienta y el Réquiem de Verdi. En septiembre realizó una gira por los Estados Unidos, con Simon Boccanegra, Macbeth, Messa di Requiem y Cenicienta.

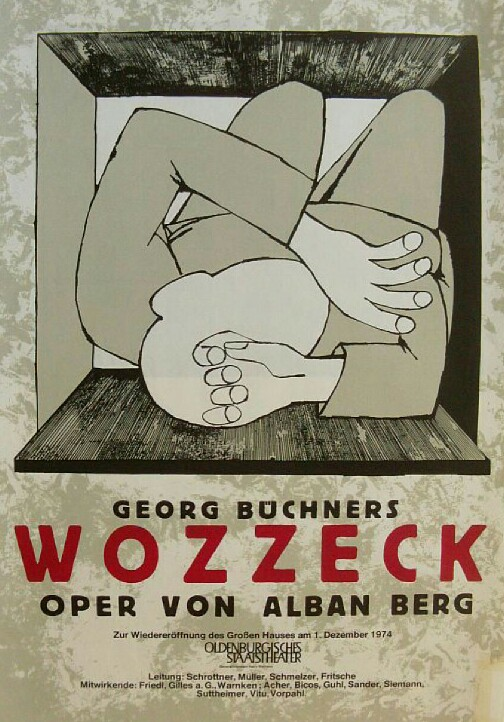
Hans Heinrich Palitzsch, 1974. Póster de Wozzek

1977: Paolo Grassi deja la superintendencia de Teatro alla Scala para convertirse en presidente de la RAI. Carlo Maria Badini es designado en su lugar. Se presenta una nueva edición del Wozzeck de Alban Berg, esta vez dirigida por Luca Ronconi. Más tarde, con la London Symphony, creó Carmen de Georges Bizet con Mirella Freni, Plácido Domingo y Teresa Berganza en el Festival de Edimburgo. Para la temporada de conciertos colabora con Isaac Stern y trae el estreno de Berceuse de Salvatore Sciarrino y actúa con Margaret Price en el Auditorio del Conservatorio Giuseppe Verdi Verdi. En La Scala, la temporada del bicentenario del teatro, se abre con una versión completa crítica de Don Carlos de Verdi, dirigida por Luca Ronconi, en una versión completa y revisada: el reparto es excepcional, incluyendo algunos de los cantantes más célebres en el mundo, como José Carreras, Mirella Freni, Piero Cappuccilli y Nicolai Ghiaurov. Después colabora con Franco Zeffirelli, en la preparación de Un baile de máscaras con Cappuccilli, Pavarotti y Verrett. Luego vino el éxito de la colaboración con Deutsche Grammophon en el campo sinfónico, que le une a la Orquesta Sinfónica de Chicago restaurada a su antiguo esplendor por la dirección artística de Georg Solti.
1978: toca el clave y lleva a cabo un concierto de música de Johann Sebastian Bach en la Iglesia de San Esteban (Venecia) para el Teatro La Fenice y fundó la Joven Orquesta de la Comunidad Europea. En enero dirige la Misa de réquiem (Verdi) con Freni, Pavarotti y Ghiaurov en la Iglesia de San Marco (Milán). La Scala trae a la Filarmónica de Viena con Kiri Te Kanawa y dirige la música de Johann Sebastian Bach tocando el clave en la Iglesia de San Fedele (Milán) y en mayo en el Teatro Manzoni (Milán), entonces llamado Teatro della Via Manzoni - Renato Simoni. En septiembre dirige un concierto con Lucia Valentini Terrani en el estadio cubierto de San Siro y en noviembre con Maurizio Pollini en el Conservatorio Giuseppe Verdi Verdi. Se reanudó Carmen con Ileana Cotrubaş y Berganza en Edimburgo.

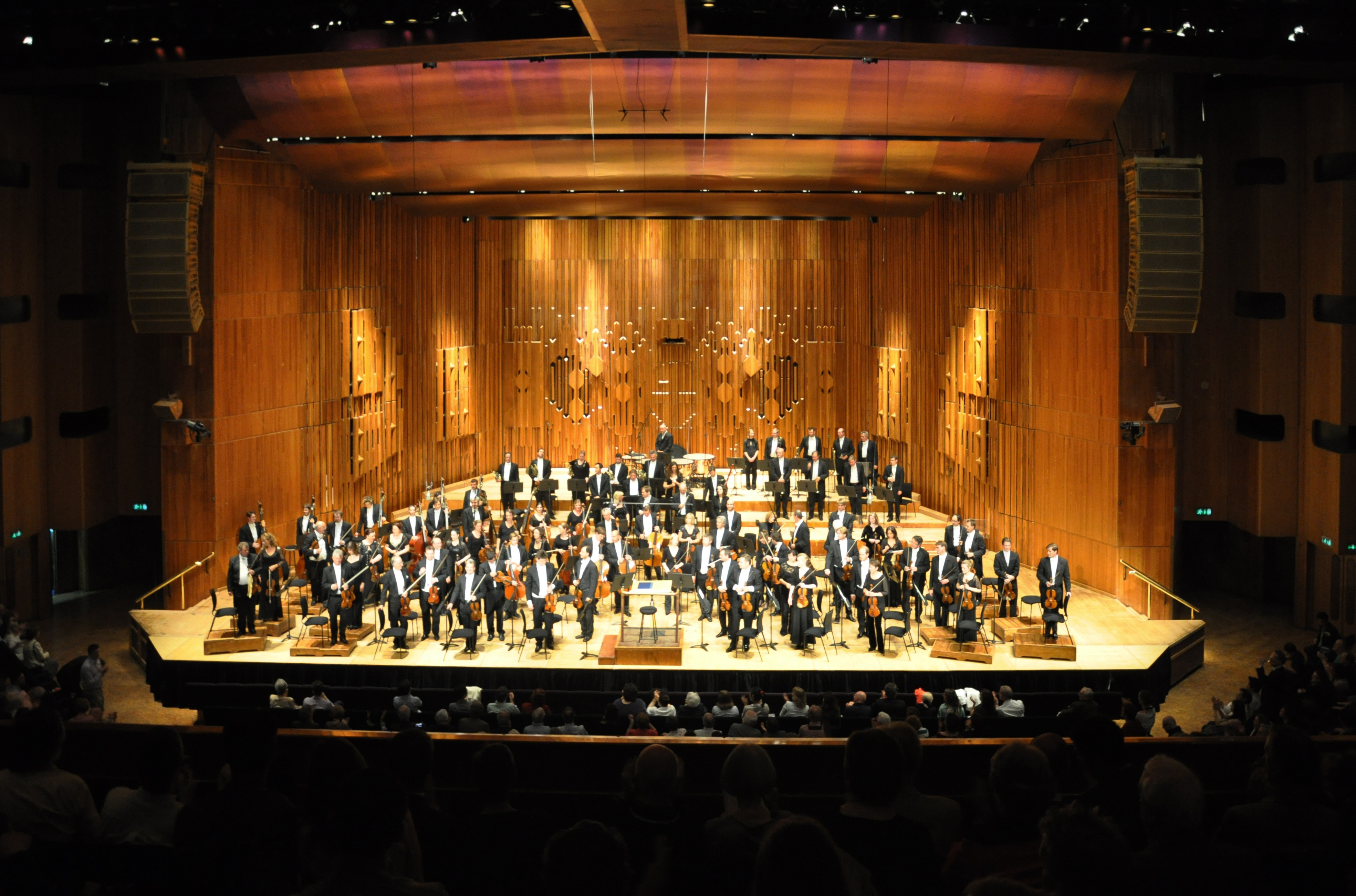
London Symphony Orchestra. Barbican Hall LSO

1979-1980: Es elegido director musical de la London Symphony Orchestra, con la que comenzará a profundizar (y grabar) la gran música sinfónica. En 1979 dirige la reposición en el Teatro alla Scala de Milán de "Don Carlos" de Giuseppe Verdi con Freni, Carreras y Renato Bruson / Leo Nucci, dirige el Requiem (Verdi) con Freni y Ghiaurova en la catedral de Cremona y la catedral de Como, Macbeth (ópera) con Cappuccilli, Ghiaurov y Verrett, Wozzeck, un concierto con Salvatore Accardo en el Conservatorio Giuseppe Verdi, un concierto con música de Verdi con Plácido Domingo, Ileana Cotrubaş, Leo Nucci, Piero Cappuccilli, Katia Ricciarelli y Mirella Freni, el Stabat Mater de Giovanni Battista Pergolesi con Katia Ricciarelli y Lucia Valentini Terrani y la música de Vivaldi en el Conservatorio Giuseppe Verdi Verdi, así como también conciertos con Kiri Te Kanawa, el legendario Rudolf Serkin, y con Maurizio Pollini.
Comienza la colaboración entre la Ópera de París y La Scala, con motivo del Festival Berg. En este contexto, presenta a Wozzeck, mientras lleva Lulu a La Scala, bajo la dirección de Pierre Boulez, en una edición crítica e integral. Para el Teatro La Fenice dirige el Stabat Mater de Giovanni Battista Pergolesi y Pulcinella de Igor Stravinsky en la Iglesia de San Esteban con Ricciarelli y Valentini Terrani y otros conciertos sinfónicos en 1980. La temporada de La Scala se abre con Boris Godunov de Modest Músorgski con Lucia Valentini Terrani, Fedora Barbieri y Ghiaurov, dirige el Réquiem (Verdi) con Freni y Pavarotti en la catedral de Parma y presenta una cartelera muy innovadora, que incluye el Oedipus Rex de Stravinsky con Ghiaurov, Erwartung de Arnold Schoenberg y El mandarín maravilloso de Bela Bartók. Luego realiza un concierto con Alfred Brendel.
1981: Dirige dos conciertos sinfónicos para el Teatro La Fenice. La Orquesta de Cámara de Europa nació de la orquesta juvenil europea, de la que fue hasta su desaparición "asesor artístico". Su relación con la Sinfonía de Chicago es aún más estricta, de la cual se convierte en el principal director invitado. Con motivo del bicentenario de la muerte de Músorgski (festival de Músorgski), se reanuda Boris Godunov con Ghiaurov, Valentini Terrani y Fedora Barbieri, también se organizó una exposición de la música sinfónica y coral con un concierto con música de Verdi. Con motivo del centenario del nacimiento de Bela Bartók, se establece un ciclo, con la colaboración de la Ópera de Budapest. Para responder a la colaboración, en el verano lleva la Misa de Réquiem de Verdi en la gira en Europa del Este con Verrett al Kulturalpalast de Dresde, la catedral de San Vito en Praga, en el Teatro Erkel en Budapest con Lucia Valentini Terrani, en el Nuevo Palacio de la Cultura en Sofía el Ghiaurov, en el Teatro de la antigua Epidauro en Atenas y en Tokio en el Teatro Bunka Kaikan con Freni.
En el otoño, fue un invitado en Japón con la orquesta de La Scala, donde hace Simon Boccanegra con Cappuccilli, Freni, Ghiaurov en Tokio en el Bunka Kaikan, El Barbero de Sevilla (Rossini) con Dara, Valentini Terrani, Nucci y Furlanetto en el Teatro N.H.K. de Tokio. La temporada comienza con Lohengrin de Richard Wagner con Anna Tomowa-Sintow y la dirección de Strehler. Desde el Teatro alla Scala produce, junto a Jean-Pierre Ponnelle, otra ópera cinematográfica de Rossini: La Cenerentola. En el reparto Frederica von Stade, Paolo Montarsolo, Francisco Araiza y Claudio Desderi.

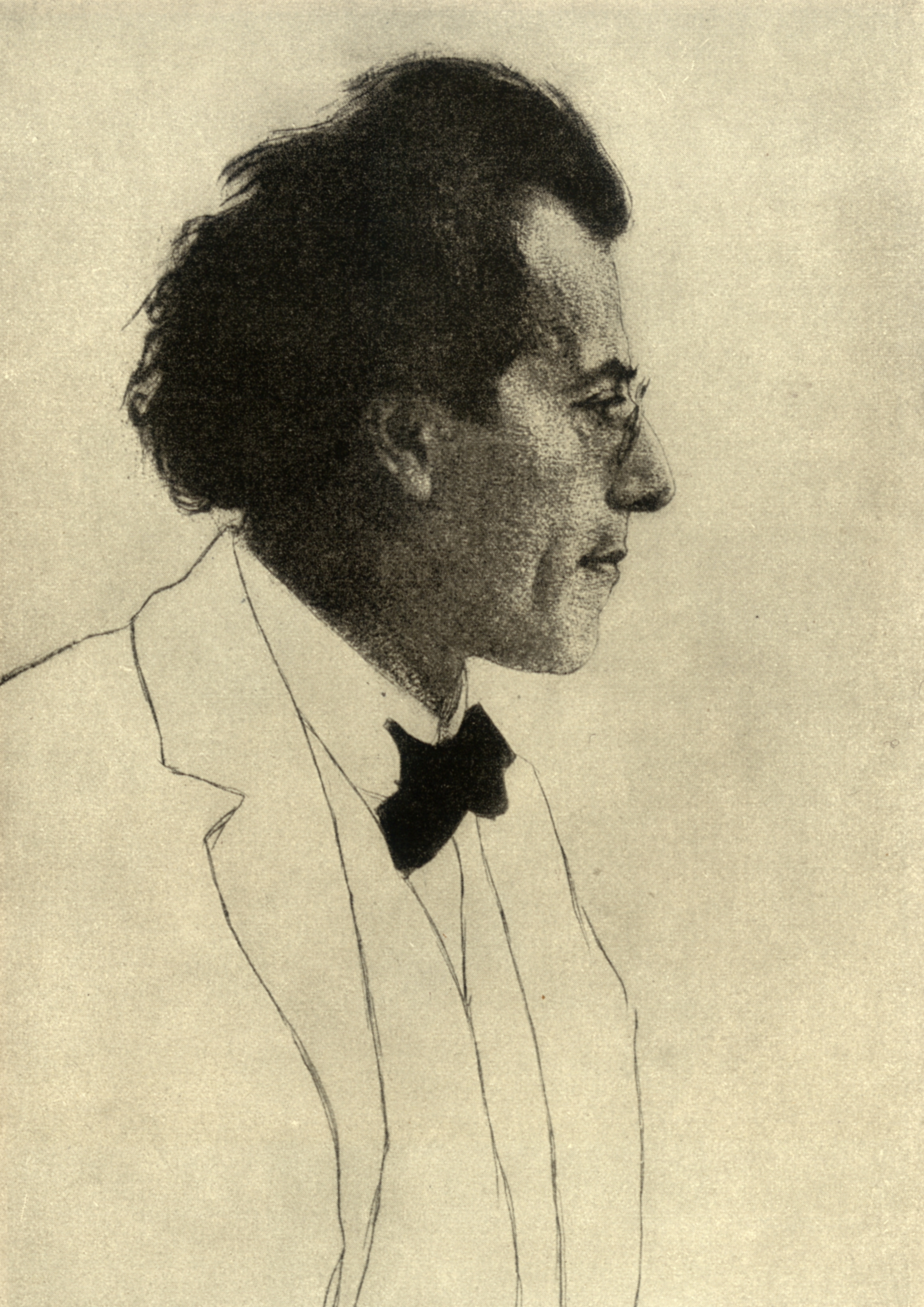
Gustav Mahler por Emil Orlik. 1902

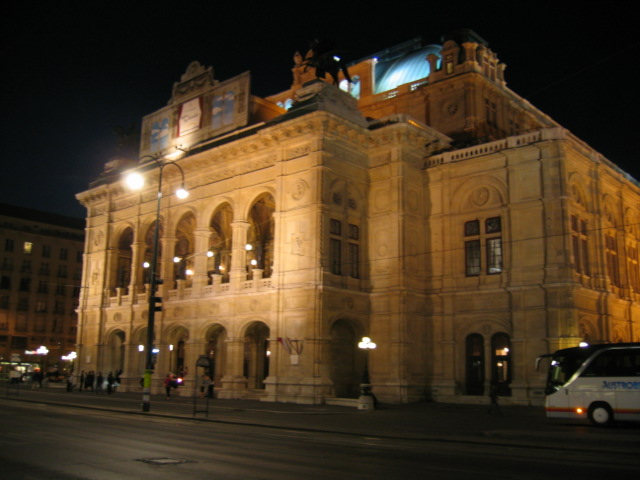
WSO, Ópera Estatal de Viena

1982: Dirige la reposición en el Teatro alla Scala de Milán de "Simon Boccanegra" de Giuseppe Verdi con Freni y Ghiaurov y Cappuccilli; dirige la Sinfonía n. 3 (Mahler) con Valentini Terrani, un concierto con Salvatore Accardo y Bruno Giuranna, y vuelve a dirigir la Cenicienta. En mayo, con motivo del centenario de su nacimiento, hay una conferencia y una serie de conciertos dedicados a Igor Stravinsky. Se fundó la Orquesta Filarmónica de Scala, destinada a convertirse, con el tiempo, en un organismo independiente con respecto al Teatro.
1983: nuevo montaje de Boris Godunov en Covent Garden. En Milán reanuda Lohengrin, dirige en un concierto con la Orquesta Filarmónica de la Scala, la Sinfonía núm. 7 (Mahler) y La italiana en Argel con Lucia Valentini Terrani y Dara.
1984: Simón Boccanegra se vuelve a reponer con Renato Bruson y Katia Ricciarelli, para hacer su debut en la Ópera de Viena. Tras el Rossini Opera Festival propone, después de décadas de silencio, la primera reposición en los tiempos modernos en el Auditorio Pedrotti de Pesaro de "Le voyage à Reims ou L'Hotel du Lys d'or" (Viaje a Reims) de Gioachino Rossini, con un elenco estelar que incluye a muchos de los cantantes Rossini de esos años como Katia Ricciarelli, Cecilia Gasdia, Lucia Valentini Terrani, Bernadette Manca di Nissa, William Matteuzzi, Leo Nucci, Samuel Ramey y Dara dirigidos por Luca Ronconi. Dirigió el estreno mundial de Prometeo de Nono en Venecia. La temporada 1984/85 se abre con Carmen en una nueva edición crítica con Domingo y Verrett, luego se reanuda El Barbero de Sevilla con Dara, Frederica von Stade y Nucci.
1985: dirige dos conciertos con Salvatore Accardo y Maurizio Pollini, reanuda Macbeth con Cappuccilli, Ghiaurov y Ghena Dimitrova, a continuación, lleva a La Scala Il Viaggio a Reims con Ricciarelli, Gasdia, Valentini Terrani, Matteuzzi, Nucci, Ramey y Dara, dirige la misa de réquiem (Verdi) con Montserrat Caballè, Valentini Terrani y Ramey en la Iglesia de San Marco (Milán) y Prometeo di Nono en la planta de Ansaldo. Dirige el Concierto para piano de Schoenberg con Maurizio Pollini, con música de Berg, Ives y Mahler en el Barbican de Londres, como parte del Festival Mahler, Viena y el siglo XX.

### 1986-1991. De Viena a Berlín
1986: deja la dirección artística de La Scala. La decisión, todavía una fuente de rencor y controversia, tiene el efecto de dividir a la comunidad musical italiana en dos. Por un lado, la nostalgia de su estilo, por otro, los partidarios del nuevo director, Riccardo Muti. Las últimas iinterpretaciones de Abbado en Milán fueron de Pelléas et Mélisande de Claude Debussy con Frederica von Stade y Ghiaurov, en mayo y, por último, en junio, un programa sinfónico dedicado también al compositor francés. A partir de este momento ya no dirigirá en el teatro que lo hizo famoso en el mundo, lo que sugiere la presencia de unas relaciones más problemáticas con la nueva administración y dirección musical. Mientras tanto, asumió el prestigioso cargo de Director Musical de la Ópera Estatal de Viena y fundó la Gustav Mahler Jugendorchester.

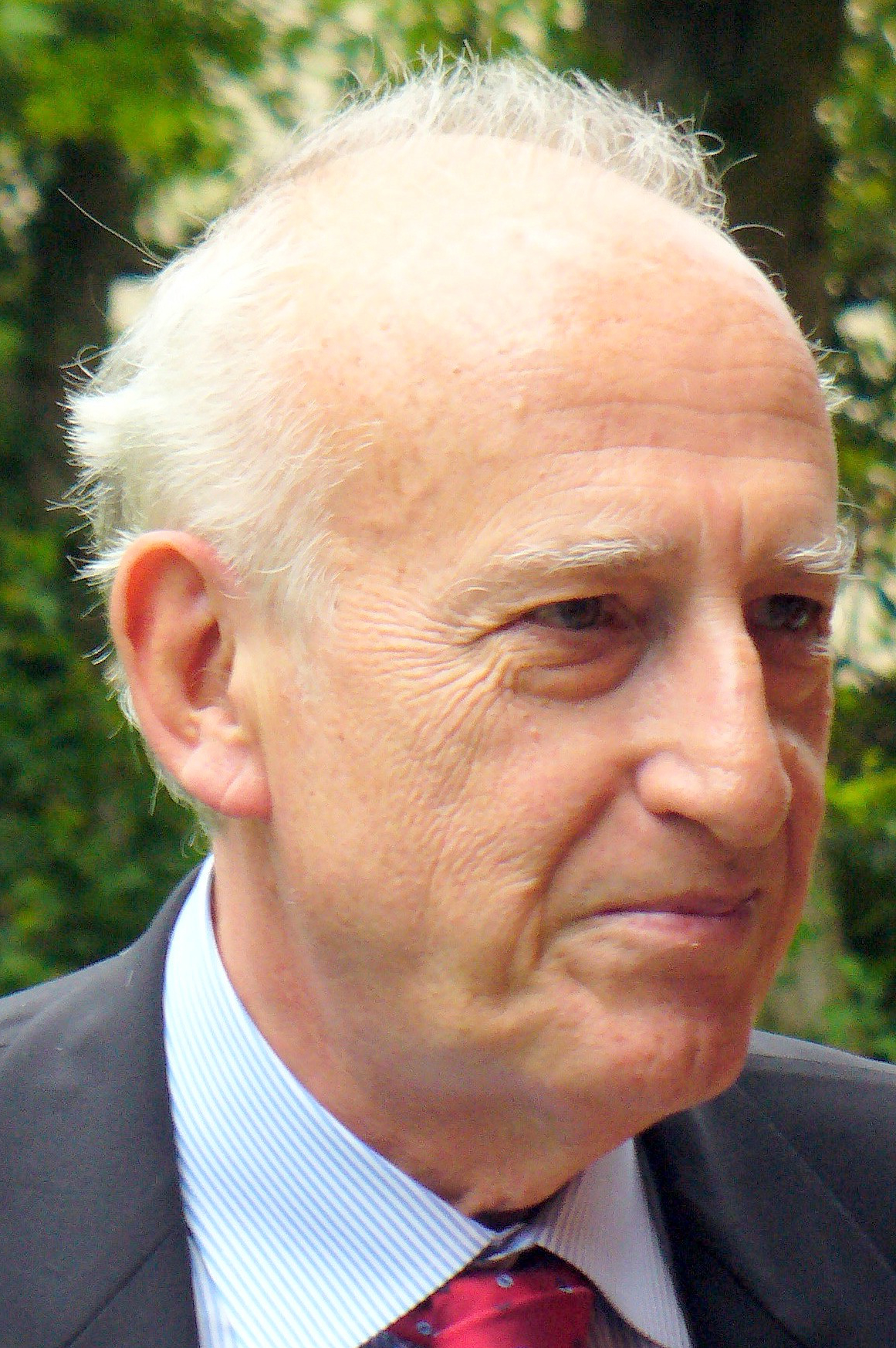
Maurizio Pollini

El debut como director artístico del teatro austríaco se lleva a cabo en octubre con Un baile de máscaras en que dirige a Luciano Pavarotti, Piero Cappuccilli y Margaret Price. En 1987 fue nombrado director musical de la ciudad de Viena, un puesto que le permite la supervisión de todo el programa de eventos musicales en la capital austriaca, le permitió la libertad de iniciativa y de acción que probablemente le había faltado en el último período milanés. En mayo dirige El barbero de Sevilla con William Matteuzzi, Dara, Frederica von Stade, Leo Nucci y Ferruccio Furlanetto; en junio, con la orquesta de la Ópera, dirige Wozzeck de Berg con Hildegard Behrens y en septiembre dirige La italiana en Argel con Agnes Baltsa, Frank Lopardo, Raimondi y Dara.
1988: dirige el Concierto de Año Nuevo de Viena y establece el festival Wien Modern, dedicado a la música contemporánea. Después de la primera edición, al programa musical se unieron otros eventos culturales y artísticos (exposiciones de arte, obras de teatro), con la colaboración de las instituciones culturales italianas, francesas y alemanas. Durante el año organiza Il Viaggio a Reims de Rossini con Cecilia Gasdia, Lucia Valentini Terrani, Montserrat Caballé, Ferruccio Furlanetto y Dara, Fierrabras de Franz Schubert con Karita Mattila, Pelléas et Mélisande de Debussy con Ghiaurov, Christa Ludwig, y von Stade y Carmen (ópera) con Agnes Baltsa.
Con la Filarmónica de Viena interpreta las sinfonías y conciertos para piano de Beethoven, estos últimos con Maurizio Pollini como solista. Este programa lo lleva a La Scala, Europa, Estados Unidos y Japón (solo las sinfonías).
1989: además de hacer frente a la segunda edición de Wien Modern, dirige la Jovánschina de Músorgski con Ghiaurov, la Elektra de Richard Strauss con Eva Marton y Cheryl Studer, y finalmente Don Carlos de Verdi con Renato Bruson, Freni y Baltsa.
A finales de año, fue elegido director general y director artístico por miembros de la Orquesta Filarmónica de Berlín. Es el primer director elegido por la orquesta no originario de Alemania y Austria (el rumano Sergiu Celibidache fue nombrado interino por las fuerzas de ocupación después de la guerra). Reemplaza a Herbert von Karajan, recientemente fallecido y durante 35 años maestro indiscutido de la orquesta de Berlín.
1990: Lohengrin de Wagner con Domingo y Studer y luego Don Giovanni de Mozart con Studer y Mattila; reanuda el Fierrabras de Schubert, con la Wiener Philharmoniker.
1991: dirige el Concierto de Año Nuevo de Viena y continúa su ciclo de Mozart preparando una versión suntuosa de Le nozze di Figaro en la Staatsoper de Viena con Studer, dirigida por Jonathan Miller, un preludio a las celebraciones por el bicentenario de la muerte del compositor. Luego vuelve a sonar el Boris Godunov presentado en Londres en 1983 y dirigido por Andrei Tarkovski, durante un festival dedicado al director recientemente fallecido. En este contexto, dirige las obras, específicamente compuestas para Tarkovskij, de Kurtág, Rihm, Nono y Furrer.

### 1992-2002 Etapa al frente de la Filarmónica de Berlín
En 1992 dirigió un concierto con la Wiener Philharmoniker en La Scala. Después de completar sus compromisos con la Ópera Estatal de Viena, comenzó su actividad a tiempo completo como director artístico de la Filarmónica de Berlín. Una vez más el impacto en la temporada y, en general, la vida cultural del Berlín es notable: en la estela de iniciativas para reestructurar el capital de la nueva Alemania unida, la Filarmónica de Berlín se convirtió en uno de los centros de iniciativas relativas a todas las formas de arte. Además, la Filarmónica de Berlín comienza a encargar nuevas composiciones y ampliar su repertorio a la música contemporánea. La primera temporada sinfónica se centra en la figura de Prometeo, con un programa heterogéneo que va desde Beethoven a Luigi Nono. En el mismo año, presenta el Boris Godunov y su adorado Wozzeck con la Chicago Symphony Orchestra.

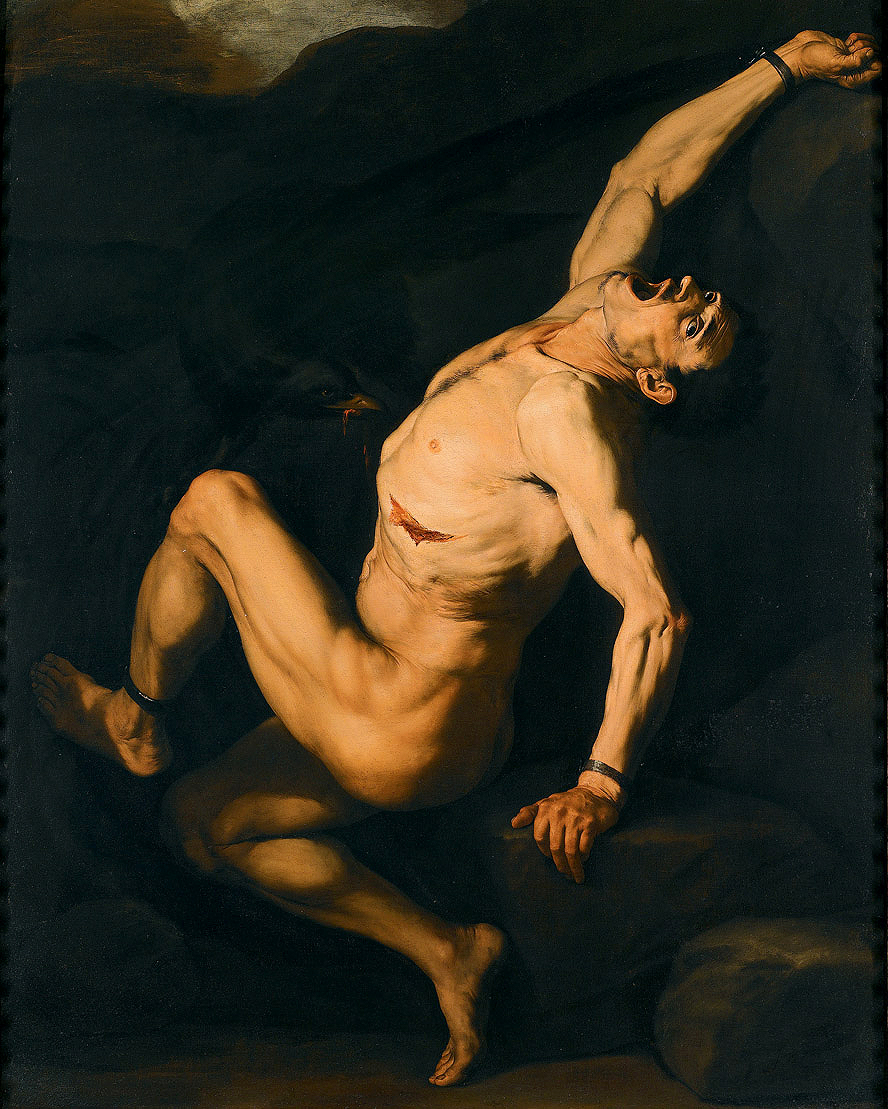
Prometeo (José de Ribera)

En la temporada1992-1993 organiza con la colaboración de la violonchelista rusa Natalia Gutman, la primera edición de Encuentros Berlineses (Berliner Begegnungen), que permiten que los mejores talentos jóvenes colaboren con grandes artistas. Con motivo del bicentenario de Rossini, estará en Ferrara con El viaje a Reims, que luego se reanudará en Viena y Tokio. Finalmente presenta La casa de los muertos de Leoš Janáček. La segunda temporada de Berlín presenta una vez más opciones imaginativas: Una exposición está dedicada al poeta y filósofo Friedrich Hölderlin y el programa va, de nuevo, de la música romántica alemana a la música contemporánea.
En 1993 dirige Pelléas et Mélisande con Frederica von Stade en el Royal Opera House de Londres y un concierto con la Filarmónica de Berlín en La Scala, que fue su última aparición en La Scala. Durante muchos años fue dueño de una hermosa villa con una gran parcela de tierra en la costa de Cerdeña, en la zona de Lazzaretto, cerca de Algher, donde solía pasar las vacaciones de verano. En 1992, estuvo involucrado con sa familia en una disputa inmobiliaria con implicaciones oscuras y largas consecuencias legales.
Desde 1994, organizó el ciclo Kontrapunkte dedicado a la música contemporánea, para el Festival de Pascua. En el mismo año, la colaboración con Wiener Staatsoper termina con las interpretaciones en Japón de Boris Godunow y Le nozze di Figaro. En general para este teatro dirigió en 175 actuaciones. En 1994 dirigió Las bodas de Figaro en Ferrara, y Boris Godunov, en Berlín y Salzburgo, así como Elektra de Richard Strauss. En 1994 ganó el Premio Ernst von Siemens.
El tema de la temporada de la Filarmónica de Berlín fue Fausto, con música de Mahler, Busoni, Liszt, Schumann y Berlioz. Al final del año se inicia un ciclo dedicado a Los mitos y la antigüedad griega, con música de Brahms, Músorgski, Berlioz, Stravinsky, Monteverdi, Benda, Pergolesi, Purcell y durante el cual presenta el estreno mundial de Estrellas de György Kurtág.
El año 1995 comienza con la presentación del Barbiere en Ferrara, con la Orquesta de Cámara de Europa. Para el Teatro La Fenice dirigió un concierto en PalaFenice Tronchetto y es el creador y director de la proyección de la película Il canto sospeso de Luigi Nono, con Barbara Bonney y Gian Maria Volonté.

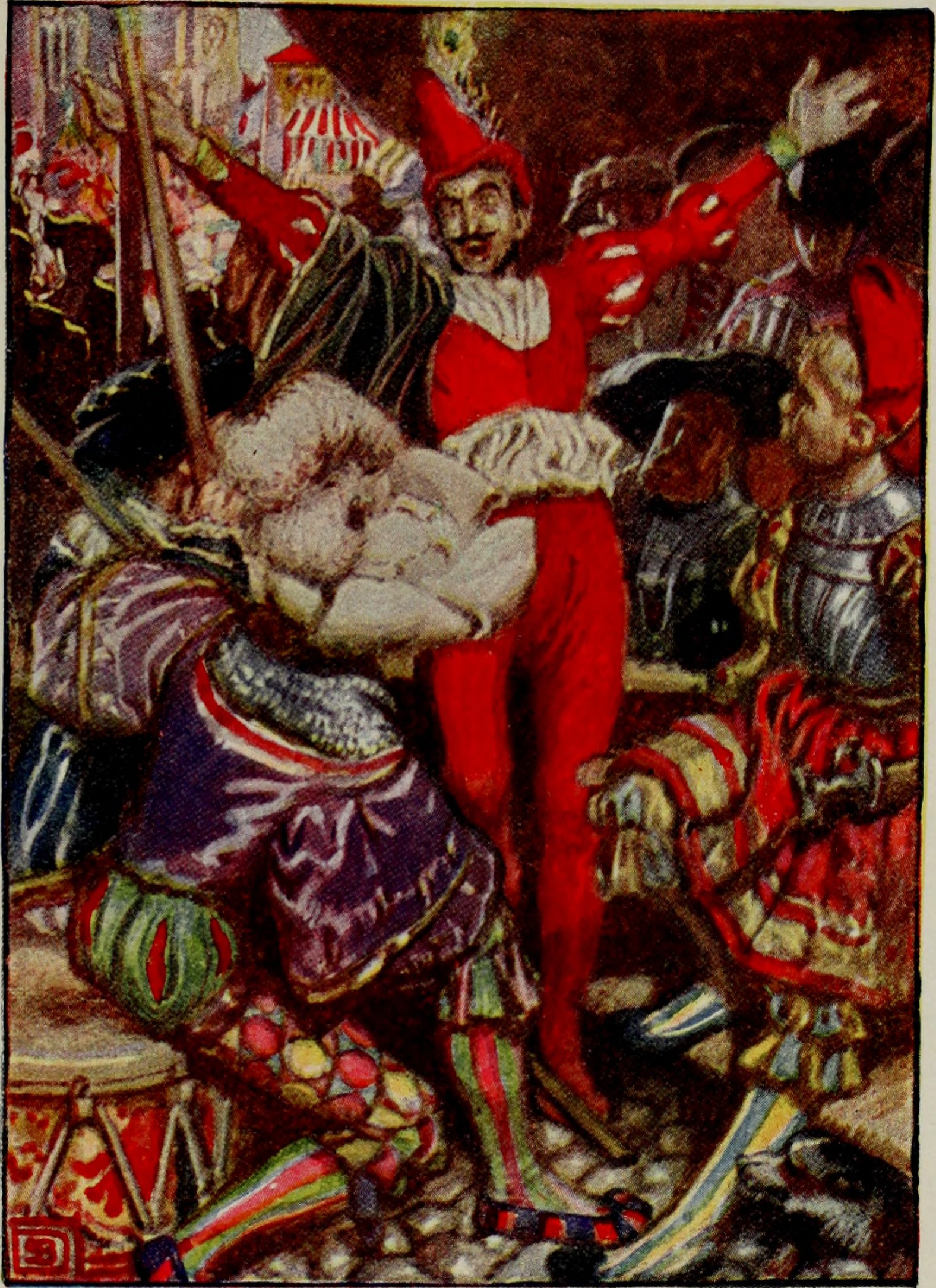
Fausto - 'While old Mammon leads the ball', de Byam Shaw

La temporada de Berlín está dedicado a la figura de Shakespeare, con obras de Berlioz, Felix Mendelssohn, Richard Strauss, Piotr Ilich Chaikovski y Serguéi Prokófiev.
1996: Para el Teatro La Fenice dirige un concierto en el PalaFenice en el Tronchetto. En Florencia dirige Elektra y, a continuación, prepara en Berlín (y al año siguiente en Salzburgo) Wozzeck de Berg, como parte de un ciclo dedicado al dúo de Berg-Büchner. En este contexto, se estrenan obras inéditas de autores contemporáneos como Rihm, Kurtág y Vacchi. Antes de fin de año la Gustav Mahler Jugendorchester cambia su nombre, tomando el nombre actual de Mahler Chamber Orchestra.
1997: también este año se abre con la presentación en Ferrara de una obra de gran atractivo, el Don Giovanni de Mozart. En la primavera dirige Otello el Teatro Regio de Turín, con dirección de escena de Ermanno Olmi y dirige a la cabeza de la Filarmónica de Berlín el concierto para la reapertura del Teatro Massimo de Palermo. La temporada de Berlín está dedicada al tema del Errante (Wanderer) y es inaugurada por el Fierrabras de Schubert. Otros autores tocados en la revisión son Mahler, Strauss, Wagner y Liszt.

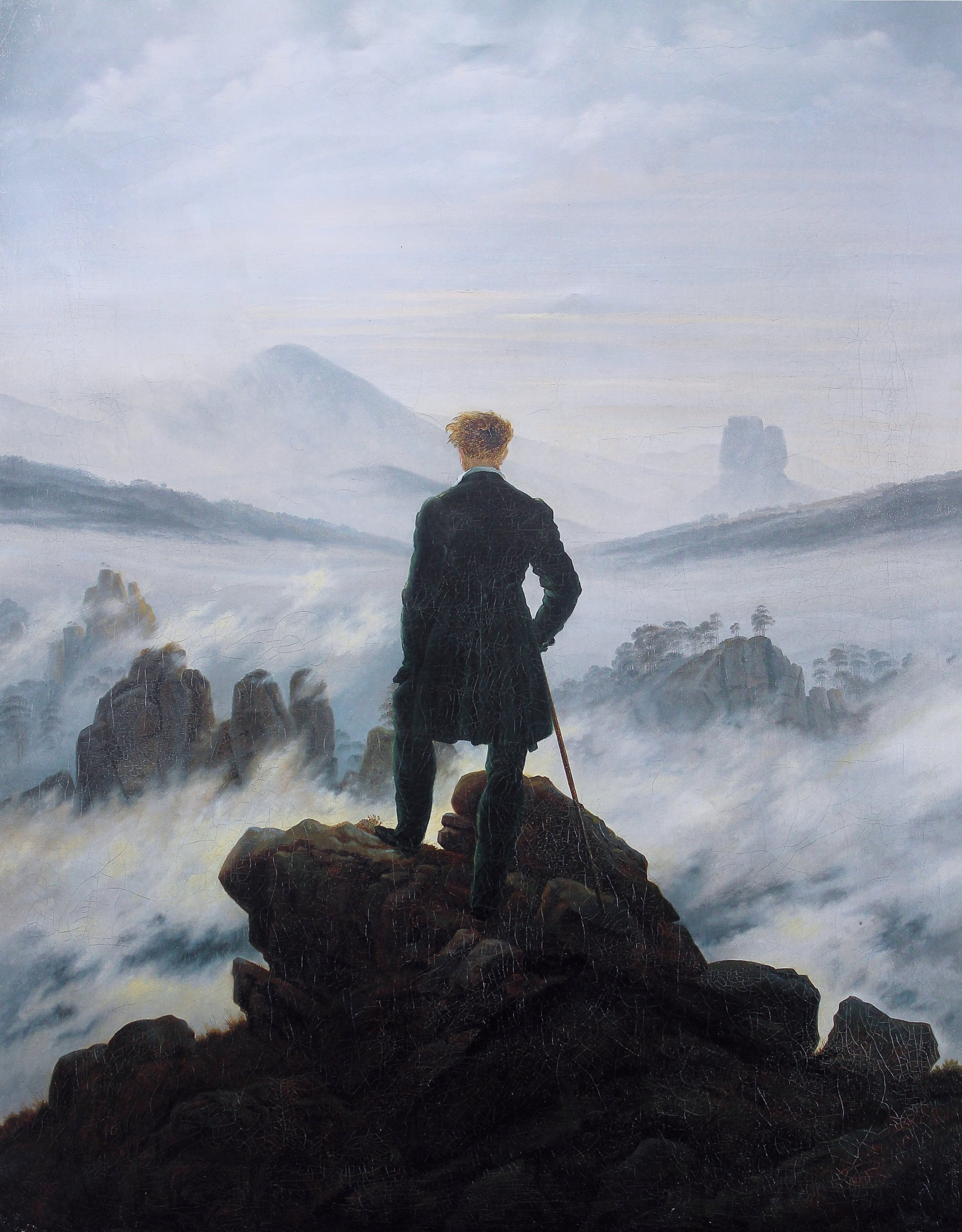
Caspar David Friedrich - Wanderer above the sea of fog

En 1998 reanudó el Boris Godunov en el Festival de Salzburgo. Otras obras preparadas durante el año: en Berlín el Falstaff, en el Festival de Aix-en-Provence el Don Giovanni, esta vez bajo la dirección escénica de Peter Brook. La temporada de Berlín está dedicado al tema del amor y la muerte (Liebe und Tod) e incluye el Tristán e Isolda de Richard Wagner, así como obras de Berlioz, Schönberg, R. Strauss, y Henze.
1999 abre con la reanudación, en Ferrara, de Falstaff. En verano, como director de la Orquesta de Cámara Mahler realiza una gira por América y Europa. En esta ocasión, es el promotor de la iniciativa para apoyar a los jóvenes músicos cubanos, recolectando instrumentos musicales. Para el ciclo "amor-muerte", en la temporada de la Filarmónica de Berlín, presenta Tancredi e Clorinda de Monteverdi, Simon Boccanegra (en Salzburgo en la Pascua, con el director Stein) y un concierto dedicado al mito de Orfeo.
El año 2000 se abre con la interpretación en Ferrara del Così fan tutte de Mozart, dirigida para la escena por Mario Martone. Para el Teatro La Fenice dirigió El concierto Claudio Abbado de Luigi Nono en la Iglesia de Santo Stefano. En el mismo año, el diagnóstico de una enfermedad grave lo obligó a una cirugía de emergencia y a la suspensión total de su actividad durante algunos meses. El regreso a la escena tiene lugar en octubre de 2000, y también decide, a pesar de las precarias condiciones de salud, realizar una gira por Japón.
El año 2001 comienza con un homenaje a Giuseppe Verdi, en el centenario de su muerte. El 27 de enero dirige su Misa de réquiem en Berlín. Siguiendo una gira por Roma y Viena, con la integral de los conciertos para piano y sinfonías de Beethoven, con la interpretación filológica que todavía se considera imnovadora. La importancia de esta interpretación es confirmada por la tercera integral Abbado Beethoven que Deutsche Grammophon lanzará en el verano de 2008 (ver discografía), que contiene los registros de fecha romana. En mayo dirigió con éxito el Simon Boccanegra en Ferrara y en junio en Parma y Bolzano con la Orquesta de Cámara Mahler. En Salzburgo dirige Falstaff. En el otoño del mismo año realizó una gira por los Estados Unidos afectada por los acontecimientos del 11 de septiembre de 2001. La temporada de Berlín está dedicada al tema El tiempo se convierte en espacio
2002 se abre con la obra de Schumann Escenas de Fausto de Goethe en Berlín. En Salzburgo termina su papel de director artístico con el Parsifal con Violeta Urmana, que también dirige en el Festival Internacional de Edimburgo. En el mismo año también cerró su experiencia de Berlín, con un concierto especial, durante el cual recibe el Bundesverdienstkreuz mit Stern, la decoración más alta de Alemania, del Presidente de la República Federal. Su actividad continúa en Italia y Viena con obras de Mahler y Schönberg. En Palermo dirigió la Sinfonía del nuevo mundo de Dvorak, el Concierto para violín de Brahms con Gil Shaham como solista. El último concierto en Viena el 13 de mayo en el Musikverein, finaliza triunfalmente, con 4000 flores lanzadas por el público.

### Desde 2002 a 2009. Carrera después de Berlín
Después del agotamiento de los compromisos de Berlín, Abbado parece dedicarse más consistentemente a "su" Orquesta de Cámara de Europa. En mayo dirige un concierto en París para celebrar el vigésimo aniversario de la fundación, que ejecuta un programa dedicado a Schubert: Lieder con la participación de Anne Sofie von Otter y Thomas Quasthoff y las Sinfonías 8 y 9. En el Maio Musicale Fiorentino dirige Simon Boccanegra. El año termina con la Orquesta de Cámara Mahler con el que hace una gira de verano al final de la cual dirige el Parsifal por primera vez en Edimburgo y luego en Lucerna.
El comienzo de 2003 está dedicado casi exclusivamente al público italiano, en Ferrara y Reggio Emilia. En primavera recibe el prestigioso Premio Imperial del Emperador de Japón.
En esa época volvió a activar la Orquesta del Festival de Lucerna a raíz de un acuerdo del año 2000 con el director del Festival, Michael Haefliger. La orquesta volvió a tomar impulso, tomando como núcleo la Mahler Chamber Orchestra, a la que se unieron reputados solistas, e integrantes de las principales orquestas sinfónicas del mundo, entre los que se puede destacar a Kolja Blacher, Wolfram Christ, Mirijam Contzen, Diemut Poppen, Natalia Gutman, Jens-Peter Maintz, Jacques Zoon, Reinhold Friedrich, Stefan Dohr, Alessio Allegrini, Mark Templeton, Franz Bartolomey, Alois Posch, Emmanuel Pahud, Albrecht Mayer, Lucas Macías Navarro, Stefan Schweigert y los miembros del Sabine Meyer Wind Ensemble, y de los cuartetos Alban Berg y Hagen. Asimismo incorpora componentes de las orquestas con las que Abbado había tenido más relación a lo largo de su carrera: Sinfónica de Londres, Filarmónica de Viena y Filarmónica de Berlín. Los primeros conciertos de la Orquesta tuvieron lugar en el Festival de 2003, en el KKL de Lucerna. Además del festival, la orquesta hacía una gira cada año por varias capitales para dar conciertos, comenzando por Roma en el otoño de 2005. La orquesta, junto con Abbado, grabó muchos DVD con sus conciertos en el Festival de Lucerna, destacando la serie de sinfonías de Gustav Mahler.

En 2004, en el Festival de Lucerna, dirigió Tristan und Isolde con Violeta Urmana y René Pape. En el mismo año, promueve en la ciudad de Bolonia con Carlo Maria Badini y Giuseppe Fausto Modugno y bajo los auspicios de la Academia Filarmónica el nacimiento de la Orquesta Mozart de Bolonia y la Academia de la Orquesta Mozart de la cual se convierte en director musical y artístico. En el teatro municipal Luciano Pavarotti de Módena, dirige Così fan tutte con la Orquesta de Cámara Mahler.

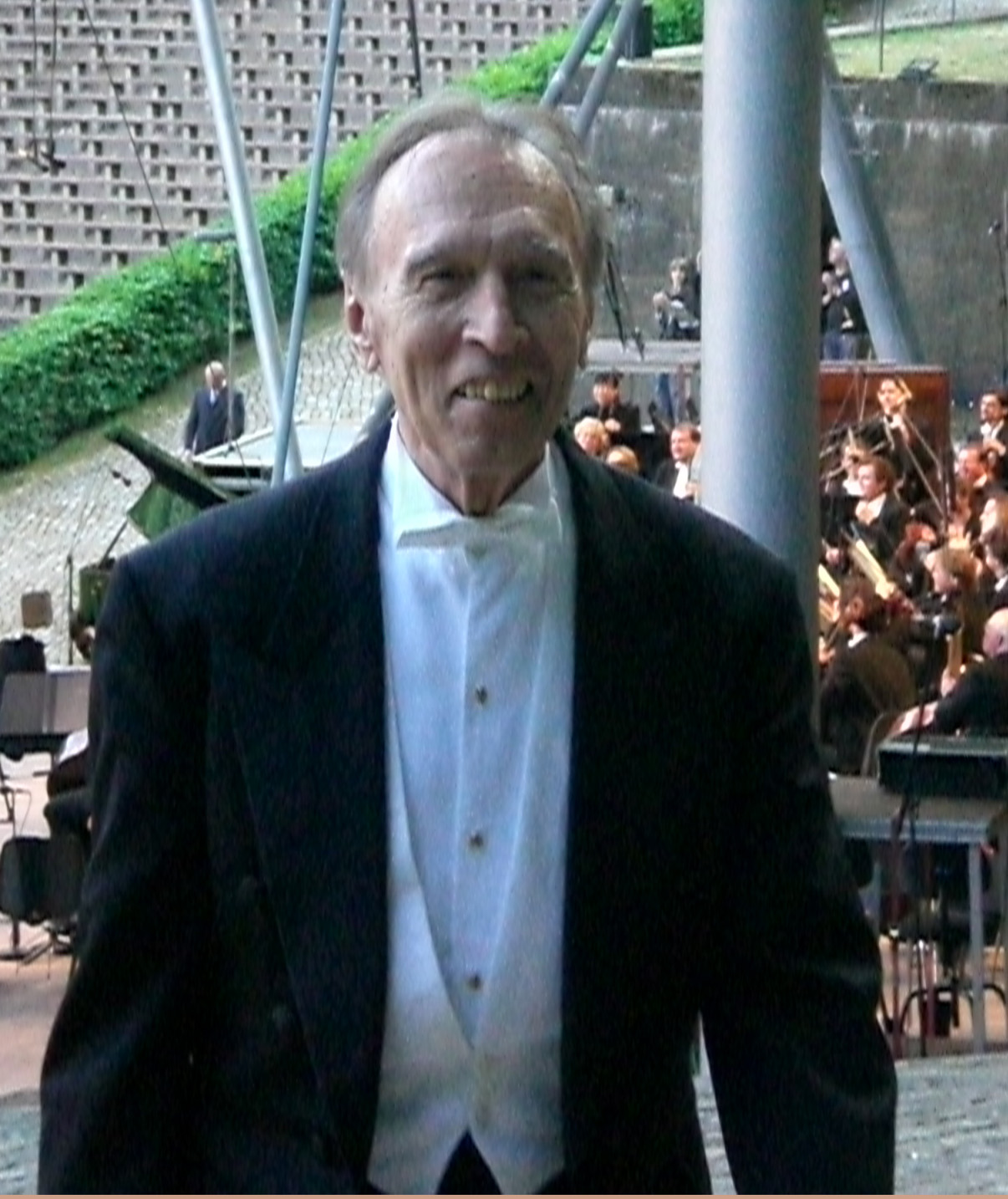
Claudio Abbado en 2008

En el año 2005 lleva a Ferrara, Modena y Reggio Emilia Die Zauberflöte de Mozart con Erika Miklósa y dirección de escena de Daniele Abbado y en 2008, siempre en las mismas ciudades, el tan esperado debut en Fidelio de Beethoven, que llevó a cabo con la Orquesta de Cámara Mahler. En 2009, el Ayuntamiento de Bolonia le otorgó la ciudadanía honoraria. En Caracas y La Habana en 2005, Abbado comenzó a hacer música con la Orquesta Simón Bolívar, cuya actividad es parte de la iniciativa llevada a cabo durante 30 años por José Antonio Abreu en la que están involucrados 400.000 jóvenes músicos, muchos de los cuales vienen del muy pobre mundo de los barrios populares, a quienes se les dio la oportunidad de recibir instrumentos musicales y una educación adecuada.
En 2006 dirigió un concierto con música de Mozart en Módena con Giuliano Carmignola.
En 2007 para el Teatro La Fenice y Módena dirige los Conciertos de Brandenburgo BWV 1046-1051 con el violín de Carmignola y el clave de Ottavio Dantone. En 2010 dirige Fidelio en el Festival de Lucerna con Nina Stemme y Jonas Kaufmann del que hay un CD en vivo para Decca y el Stabat Mater de Pergolesi, precedido por la música de Bach con Sara Mingardo y Carmignola para el Festival Pergolesi Spontini en el Teatro Pergiolesi de Jesi y en Modena.
En esta última etapa de su carrera Abbado alcanzó una transcendencia en sus interpretaciones que no tiene parangón en nuestro tiempo, situándolas en unos parámetros de intemporalidad que las hacen inigualables. Siendo un director que se había caracterizado hasta entonces por un seguimiento preciso de la partitura y del estilo del compositor, lo que le llevó a logros tan considerables como un redescubrimiento de Brahms, librándolo de la pesadez de las interpretaciones canónicas anteriores, ahora se siente libre de ofrecer sus propias versiones, las que siente íntimamente. Y ello con una orquesta de virtuosos que se le adapta a la perfección a su visión musical, consiguiendo así que la brillantez no esté desprovista de profundidad. Este legado, que está disponible casi enteramente en DVD, ha pasado a constituir uno de los hitos de la interpretación orquestal y, junto con el del resto de su trayectoria, ha situado a Claudio Abbado en el lugar excepcional que todos reconocen.

### Los últimos años
En los primeros años del tercer milenio, Dirigió las orquestas juveniles en Cuba y el Sistema Nacional de Orquestas y Coros Juveniles e Infantiles de Venezuela
En septiembre de 2012, dirigió con éxito un concierto con Maurizio Pollini y la Orquesta del Festival de Lucerna en Ferrara como un concierto benéfico para las víctimas del terremoto de l'Aquila.
El 8 de diciembre de 2012 es el protagonista absoluto del concierto celebrado en el Teatro Carlo Felice de Génova con motivo del Centenario de la Orquesta Giovine Genovese, fundada en 1912. Abbado dirige la Orquesta de Mozart de Bolonia.
El 30 de agosto de 2013 fue nombrado senador vitalicio por el presidente de la República, Giorgio Napolitano.
Murió en la mañana del 20 de enero de 2014 a la edad de 80 años en su casa de Bolonia, cerca de la Piazza Santo Stefano. La capilla ardiente, en la Basílica de San Esteban, se abre en la tarde del 21 de enero y se cierra a la medianoche del día siguiente. Cientos de boloñeses y admiradores visitaron al maestro durante estos dos días. Después de la medianoche, se celebra una ceremonia estrictamente privada de bendición del cuerpo, que por la noche será cremado cerca de Bolonia. En esta ciudad, fue uno de los promotores del proyecto anunciado en 2011 para construir un gran auditorio diseñado por Renzo Piano en el área de Manifattura delle Arti; el complejo de unos 1800 asientos debería convertirse en el lugar permanente de la Orquesta de Mozart, con una acústica "cercana a la perfección", estudiada por el gran ingeniero acústico japonés Yasuhisa Toyota.

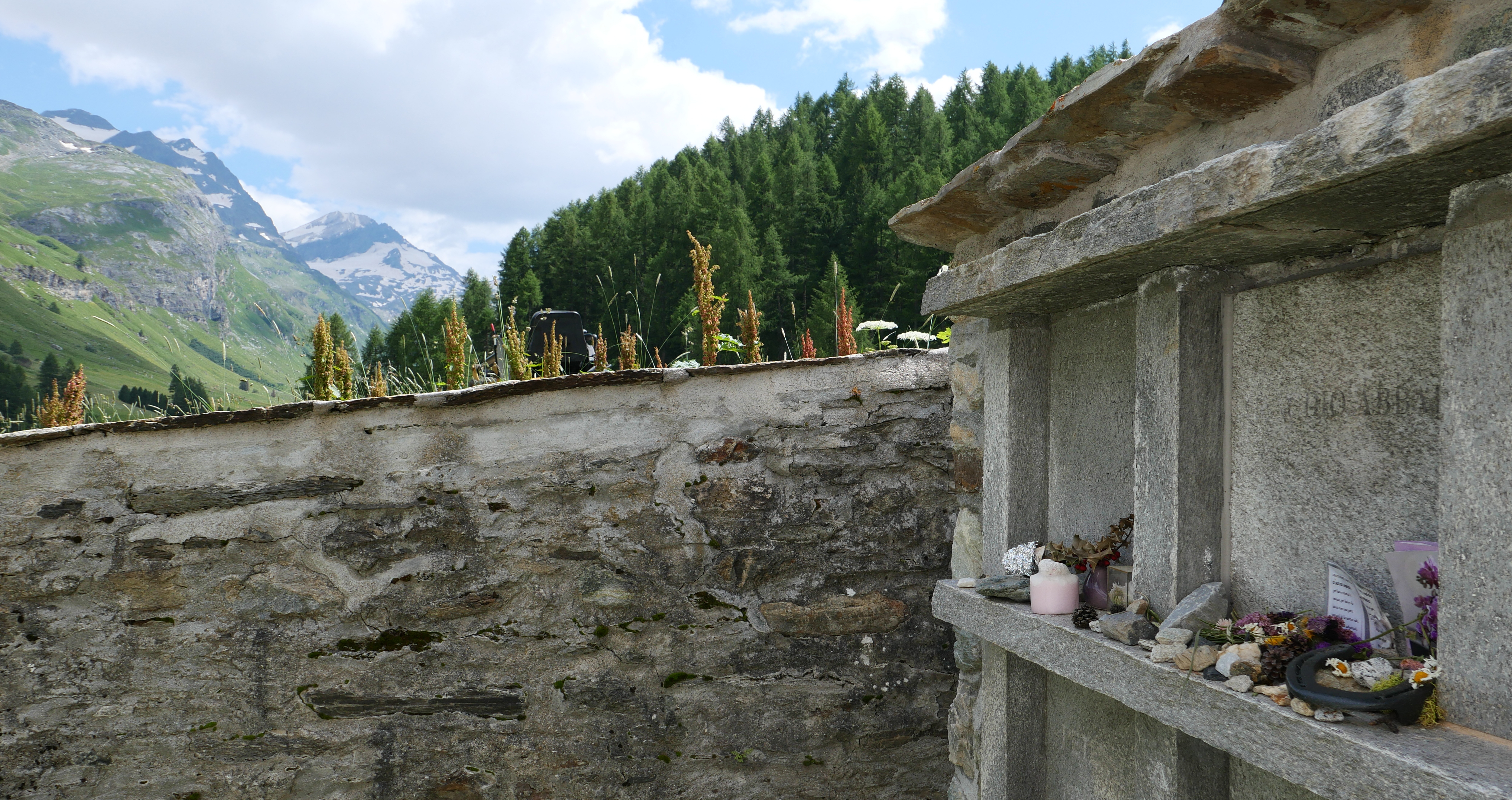
La tumba de la urna en 2024 con el valle de Fex al fondo.

El 27 de enero de 2014, El Teatro alla Scala le recuerda con una interpretación, dirigida por el Maestro Daniel Barenboim, de la Marcha fúnebre (Adagio assai) tomada de la Sinfonía núm. 3 de Ludwig van Beethoven de la que el maestro desaparecido era un intérprete insuperable. Desde el teatro simbólicamente vacío con puertas abiertas, la Sinfonía fluyó hacia la plaza frente a ella, atestada de 8000 personas en silencio, para la ocasión cerrada al tráfico. El evento fue transmitido en vivo por RAI 5 en todo el mundo y en streaming, sin geoprotección, en el sitio web del Teatro y en la página de YouTube.
Los restos mortales de Abbado fueron incinerados y una urna con una parte de sus cenizas fue enterrada en el cementerio de la capilla de Fex-Crasta del siglo XV en Val Fex. Forma parte del municipio de Sils-Maria, un pueblo del cantón suizo de los Grisones donde Abbado tenía una casa de vacaciones.

## Aportes y repertorio
Abbado también fue muy conocido por su trabajo con los músicos jóvenes. Fue el fundador y director musical de la Orquesta Juvenil de la Unión Europea (1978) y de la Orquesta Juvenil Gustav Mahler (1986). Además, fue bien conocida su estrecha relación con el Sistema de Orquestas Juveniles e Infantiles de Venezuela; dirigió conciertos en Caracas y en varias ciudades de Europa y América con la Orquesta Sinfónica Simón Bolívar, e impulsó y apadrinó al director Gustavo Dudamel.
Recibió muchos premios y reconocimientos, entre los que destacan el Premio Imperial de Japón, la Legión de Honor, la Medalla Mahler, la Bundesverdienstkreuz, el Premio Khytera y doctorados honorarios de las universidades de Ferrara, Cambridge, Aberdeen y La Habana.
Se distinguió por su versatilidad y por la amplitud de su repertorio, que abarcaba no solo obras clásicas de repertorio —con especial interés por el clasicismo y el romanticismo alemanes (Mahler, cuyas sinfonías ha grabado varias veces) y la música de Rossini y Verdi—, sino obras de compositores del siglo XX, como Arnold Schönberg, Alban Berg y otros más contemporáneos como Karlheinz Stockhausen, Luigi Nono, Pierre Boulez o Krzysztof Penderecki. Estrenó obras de Manzoni y de Luigi Nono.

## Grabaciones
Ver el artículo específico: Anexo: Discografía de Claudio Abbado
Su carrera de grabación se puede dividir en tres fases:
- La primera fase, a partir de 1966 hasta alrededor de 1986, que se basa principalmente en la Orquesta del Teatro de la Scala para grabaciones de óperas y la Orquesta Sinfónica de Londres para grabaciones sinfónicas. El repertorio impulsado durante este tiempo incluye ópera italiana (Rossini y Verdi, sobre todo), la música del siglo XX (Paul Hindemith, Alban Berg, entre otros), con una atención particular para la música francesa (especialmente Maurice Ravel, pero también Hector Berlioz y Georges Bizet) y eslava (Modest Mussorgskij y Sergej Prokof'ev). Las excepciones en este curiosamente pequeño panorama "germánico" son las integrales de las sinfonías de Felix Mendelssohn (grabadas solo en 1985) y los conciertos para piano de Mozart.
- La segunda fase (de 1986 a 2000) coincide con el traslado a Viena y, más tarde, a la dirección artística en Berlín. A partir de este momento, el repertorio de Abbado parece cambiar por completo. Poca música eslava, algo de francesa, pero una gran profundidad en la música alemana: dos integrales de las sinfonías completas de Beethoven en estudio (1986-89 y 2000) y grabada en vivo en Roma en 2001 (que será publicado en el verano de 2008 (Deutsche Grammophon), Brahms; una integral de Gustav Mahler (pero más de 20 grabaciones de sus sinfonías), Franz Schubert. En general parece mucho más centrado el foco de sus intereses musicales en la música romántica alemana. Con la fundación del festival Wien Modern en 1988, crea la oportunidad de proponer autores de música moderna o contemporánea (Georg Ligeti, Luigi Nono, pero autores también muy poco conocidos, tales como . Rihm) las orquestas más utilizados son, evidentemente, la Filarmónica de Viena y la Filarmónica de Berlín para la música sinfónica, y la Orquesta de la Opera de Viena, para las grabaciones ópera.
- La tercera fase, que coincide con la enfermedad y el abandono de la dirección de la Filarmónica de Berlín, ve un considerable adelgazamiento de su carrera discográfica: libre de las obligaciones contractuales de Berlín, puede elegir sabiamente el repertorio a tratar. Continúa en la integral de Mahler, registra las famosas sinfonías completas con partituras originales de Beethoven, vuelve a su repertorio de ópera preferido: La flauta mágica, Don Giovanni, Falstaff y Simon Boccanegra. A esto deben agregarse recitales con los cantantes con quienes ha establecido una relación privilegiada, como Bryn Terfel. Las orquestas en las que confía son, cada vez más, la Orquesta de Cámara de Mahler, Orquesta del Festival de Lucerna, así como la Filarmónica de Berlín.

Entre los puntos más altos de su producción podemos recordar el reciente ciclo de Beethoven realizado, después de un período de enfermedad, con una Filarmónica de Berlín irreconocible, adelgazada en una formación casi de cámara. Al lado de Beethoven (3 veces: con la Filarmónica de Viena en 1994 y con la Filarmónica de Berlín en 2000 y 2008 (grabaciones en vivo en Roma en 2001), hay que recordar la totalidad de las obras de Mahler, Mendelssohn, Schubert, Ravel (con la Orquesta Sinfónica de Londres ) y Piotr Ilich Chaikovski (con la Orquesta Sinfónica de Chicago), Prokófiev (con la Orquesta Sinfónica de Londres), Dvorák, por no hablar de las producciones de ópera inolvidables de Rossini en el Teatro alla Scala. Un capítulo importante de sus grabaciones está dedicado a los conciertos, por ejemplo los Conciertos para piano Nº 1 y 2 Sz.83 Sz.95 de Bartok con Maurizio Pollini, ganadores del Premio de Chicago Symphony Orchestra y Grammy a la Mejor Interpretación solista clásica con orquesta en 1980, la Música de Cámara Nº. 1, Nº. 4 y Nº. 5 de Hindemith con la Berliner Philharmoniker que ganó el premio Grammy en 1998 y el Concierto de piano n. 2 op. 19:03, op. 37 de Beethoven con Martha Argerich y la Orquesta de Cámara Mahler de 2000/2004 ganadores del Grammy Award a la mejor interpretación individual de música clásica con orquesta en 2006.